# Santo Domingo del Estado
Santo Domingo del Estado är en ort i Mexiko.   Den ligger i kommunen Putla Villa de Guerrero och delstaten Oaxaca, i den sydöstra delen av landet, 290 km sydost om huvudstaden Mexico City. Santo Domingo del Estado ligger 2 425 meter över havet och antalet invånare är 927.
Terrängen runt Santo Domingo del Estado är kuperad åt nordost, men åt sydväst är den bergig. Runt Santo Domingo del Estado är det ganska glesbefolkat, med 43 invånare per kvadratkilometer. Närmaste större samhälle är Putla Villa de Guerrero, 16,7 km sydväst om Santo Domingo del Estado. I omgivningarna runt Santo Domingo del Estado växer huvudsakligen savannskog.